# Doppler (månkrater)
För andra betydelser, se Doppler (olika betydelser).
Doppler är en nedslagskrater på månens baksida. Doppler har fått sitt namn efter matematikern och fysikern Christian Doppler.

## Satellitkratrar
| Doppler | Latitud | Longitud | Diameter |
| ------- | ------- | -------- | -------- |
| B       | 11.8° S | 159.4° V | 37 km    |
| M       | 15.4° S | 160.0° V | 25 km    |
| N       | 16.9° S | 160.5° E | 17 km    |
| W       | 11.0° S | 161.7° V | 15 km    |
| X       | 10.3° S | 161.3° V | 18 km    |